# CLB I
Die CLB I war eine Schlepptenderlokomotivreihe der galizischen Carl Ludwig-Bahn (CLB) Österreich-Ungarns.
Die CLB beschaffte 1872/73 zwölf Stück dieser Schnellzuglokomotiven mit der für Österreich ungewöhnlichen Achsformel B1 bei der Maschinenfabrik Esslingen.
Sie erhielten die Namen ODESSA, DUBNO, BALTA, LUKÓW, BRZESKO, BALICE, BRZEGI, CHERSON, DNJEPR, DUBLANY, DORA und HUSIATYN.
Die DNJEPR wurde 1873 bei der Wiener Weltausstellung präsentiert und erregte dort auch wegen ihres eleganten Aussehens Aufsehen.
Die Maschinen hatten Funkenlöschschornstein Bauart Ressig und wegen der großen Triebräder eine eingeschränkte Feuerbüchse.
Die Achsanordnung führte im Winter durch Eisbildung vor allem in der Nähe der Wasserkräne immer wieder zu Entgleisungen, sodass die Maschinen schließlich im Winter nicht mehr eingesetzt wurden.
Als die CLB 1892 verstaatlicht wurde, reihte die kkStB die zwölf Lokomotiven als Reihe 11 mit den Betriebsnummern 11–22 ein.
Die Reihe 11 wurde später von der kkStB in Zweitbesetzung noch einmal vergeben.